# Омский автобронетанковый инженерный институт
Омский автобронетанковый инженерный институт (ОАБИИ ВА МТО) — военно-техническое высшее учебное заведение Министерства обороны Российской Федерации, готовящее военных инженеров и специалистов по ремонту и техническому обслуживанию техники танковых и автомобильных войск Вооружённых Сил Российской Федерации, а также вооружённых сил других государств ближнего и дальнего зарубежья.
С 2012 года является филиалом Военной академии материально-технического обеспечения имени генерала армии А. В. Хрулёва.

## Наименования
Полное наименование:
- Филиал федерального государственного казённого военного образовательного учреждения высшего образования «Военная академия материально-технического обеспечения имени генерала армии А. В. Хрулёва» Министерства обороны Российской Федерации в г. Омске.

Сокращённые наименования:
- Филиал ВА МТО в г. Омске;
- Омский автобронетанковый инженерный институт;
- ОАБИИ ВА МТО.

## История
Омский автобронетанковый инженерный институт берет своё начало от Осиповичского пехотного училища (ОПУ), сформированного 5 декабря 1939 года в г. Осиповичи (Белорусская ССР, СССР) на основании Директивы № 11791 Заместителя народного комиссара обороны СССР.
В декабре 1940 года, в соответствии с Директивой штаба Западного особого военного округа № 0013487 от 10 декабря 1940 года, Осиповичское пехотное училище передислоцировалось в г. Бобруйск и получило новое наименование — Бобруйское пехотное училище (БПУ), а затем на основании Приказа Народного комиссара обороны СССР № 0127 от 28 марта 1941 года было реорганизовано в Бобруйское военно-тракторное училище (БВТУ).
Первый выпуск в училище командиров взводов для подразделений Красной Армии состоялся 10 июня 1941 года. После начала Великой Отечественной войны, в период с 22 июня по 6 июля 1941 года личный состав училища принимал участие в боевых действиях под Бобруйском в составе 4-й армии Западного фронта.
6 июля 1941 года училище передислоцировано в г. Сталинград. Однако вследствие быстрого изменения обстановки на фронте, Приказом Командующего войсками Северо-Кавказского военного округа № 0495 от 5 августа 1941 года училище было передислоцировано в г. Камышин и переименовано в Камышинское военно-тракторное училище (КВТУ). В соответствии с Приказом Народного комиссара обороны СССР от 13 января 1942 года КВТУ реорганизовано в Камышинское танковое училище (КТУ) по подготовке лейтенантов — командиров танков Т-34 и танковых взводов.
В сентябре 1942 года состав училища направлен на территорию Южно-Уральского военного округа в Актюбинскую область Казахской ССР на железнодорожную станцию Берчогур, а оттуда — к постоянному месту дислокации в посёлок Шахтстрой в 18 км от станции.
25 июля 1943 года, в соответствии с Приказом Народного комиссара обороны, училище передислоцировалось в г. Омск, продолжая при этом носить наименование Камышинского. После окончания войны училище продолжает готовить офицеров-танкистов.
Директивой Генерального штаба Вооружённых Сил СССР № Орг/1/121 от 6 мая 1946 года и Приказом Командующего войсками Западно-Сибирского военного округа № 0151 от 15 мая 1946 года КТУ было преобразовано в Камышинское танкотехническое училище (КТТУ), а затем в соответствии с Приказом Министра обороны СССР № 059 от 4 сентября 1947 года — в Омское танкотехническое училище (ОТТУ).
Мужество и героизм в годы Великой Отечественной войны проявили многие выпускники училища, 35 из них удостоены звания Героя Советского Союза, а один из них — младший лейтенант Нелюбов Василий Григорьевич навечно зачислен в списки личного состава училища.
Приказом Министра обороны СССР от 31 января 1968 года ОТТУ было переведено в разряд высших учебных заведений, и начинает именоваться Омским высшим танкотехническим училищем (ОВТТУ).
За большие заслуги в подготовке офицерских кадров для вооруженных сил и в связи с 50-летием СА и ВМФ СССР Указом Президиума Верховного Совета от 28 февраля 1968 года училище награждено орденом Красной Звезды и становится Омским высшим танкотехническим ордена Красной Звезды училищем (ОВТТУ).
23 мая 1973 года училище было преобразовывается из танко-технического в командное и получает наименование Омское высшее танковое командное ордена Красной Звезды училище (ОВТКУ).
В октябре 1976 года училищу присвоено имя видного военачальника, дважды Героя Советского Союза Маршала Советского Союза Петра Кирилловича Кошевого, после чего начинает именоваться Омским высшим танковым командным ордена Красной Звезды училищем имени Маршала Советского Союза П. К. Кошевого (ОВТКУ).
Приказом МО СССР от 9 апреля 1977 года училище из высшего командного преобразовывается в высшее инженерное и получает новое наименование — Омское высшее танковое инженерное ордена Красной Звезды училище имени Маршала Советского Союза П. К. Кошевого (ОВТИУ).
В федеральный период многие выпускники ОВТИУ выполняли задачи по восстановлению конституционного порядка, а также проведению контртеррористических и миротворческих операций в различных локальных конфликтах, удостоившись государственных и ведомственных наград. Одному из них — подполковнику Печникову Александру Валентиновичу за мужество и героизм, проявленные при выполнении специального задания на территории Чеченской Республики в 1995 году, присвоено звание Героя Российской Федерации (посмертно), он навечно зачислен в списки личного состава училища. Ещё один будущий Герой Российской Федерации (звание присвоено в 2015 году) Виталий Романов окончил институт в 2011 году.
Постановлением Правительства Российской Федерации № 1009 от 29 августа 1998 года училище реорганизовано в Омский танковый инженерный институт, а в соответствии с Постановлением Правительства Российской Федерации № 807 от 11 ноября 2002 года институту возвращается его почётное наименование, после чего он становится Омским танковым инженерным институтом имени Маршала Советского Союза Кошевого П. К. (ОТИИ).
В начале 2009 года, согласно Распоряжению Правительства Российской Федерации от 24 декабря 2008 года № 1951-р, ОТИИ ликвидируется как самостоятельное учебное заведение и включается в состав Военного учебно-научного центра Сухопутных войск «Общевойсковая академия Вооружённых Сил Российской Федерации» (Москва). В этот период ВВУЗ именуется как Омский танковый инженерный институт имени Маршала Советского Союза П. К. Кошевого Военного учебно-научного центра Сухопутных войск «Общевойсковая академия Вооружённых Сил Российской Федерации» (ОТИИ ВУНЦ СВ «ОВА ВС РФ»).
На основании Распоряжения Правительства России от 11 ноября 2009 года № 1695-р и Директивы Министра обороны Российской Федерации № Д-6 от 29 января 2010 года, ОТИИ из института в составе академии был реорганизован в обособленное структурное подразделение — филиал ВУНЦ СВ «ОВА ВС РФ», получив наименование Омский танковый инженерный институт имени Маршала Советского Союза П. К. Кошевого (филиал) Военного учебно-научного центра Сухопутных войск «Общевойсковая академия Вооружённых Сил Российской Федерации» (ОТИИ ВУНЦ СВ «ОВА ВС РФ»).
1 июля 2012 года Приказом Министра обороны Российской Федерации № 610 от 23 марта 2012 года Омский танковый инженерный институт имени Маршала Советского Союза П. К. Кошевого (филиал) выводится из состава ВУНЦ СВ «ОВА ВС РФ» и присоединяется в качестве Омского филиала к Военной академии материально-технического обеспечения имени генерала армии А. В. Хрулёва (ВА МТО). Уставом академии, утверждённым Министром обороны Российской Федерации 8 сентября 2015 года, для бывшего ОТИИ установлены сокращённые наименования: Омский автобронетанковый инженерный институт или ОАБИИ ВА МТО.
6 декабря 2024 года ОАБИИ ВА МТО награждён орденом Жукова.

## Начальники
- полковник Невкрытый Владимир Сергеевич (5 декабря 1939 — 1941);
- полковник Будников Пётр Фёдорович (июль 1941 — октябрь 1942);
- генерал-майор Роганин Дмитрий Александрович (октябрь 1942 — апрель 1951);
- полковник Ячник Сергей Федорович (май 1951 — июль 1955);
- генерал-майор Петрушин Николай Васильевич (июль 1955 — август 1960);
- генерал-майор Иванушкин Василий Иванович (февраль 1961 — август 1967);
- генерал-майор Науменко Виктор Петрович (август 1967 — май 1971);
- генерал-майор Громов Виктор Николаевич (май 1971 — февраль 1979);
- генерал-майор Стасенко Борис Петрович (июль 1979 — сентябрь 1989);
- генерал-майор Антюшин Николай Иванович (декабрь 1989 — июль 1998);
- генерал-майор Леонтьев Анатолий Николаевич (август 1998 — июль 2003);
- генерал-майор Яковенко Александр Григорьевич (март 2004 — август 2006);
- полковник Мамаев Олег Алексеевич (май 2007 — август 2010);
- генерал-майор Фёдоров Андрей Эдуардович (август 2010 — декабрь 2016);
- генерал-майор Хеирбеков Забит Сабирович (декабрь 2016 — сентябрь 2018);
- генерал-майор Приймак Сергей Владимирович (сентябрь 2018 — н. в.).